# T. Coraghessan Boyle
Thomas Coraghessan Boyle, även känd som T.C. Boyle och T. Coraghessan Boyle, född 2 december 1948 i Peekskill i delstaten New York, är en amerikansk roman- och novellförfattare.
Sedan 1986 är Boyle professor vid University of Southern California.